# Homestead Act
Le Homestead Act (littéralement « Loi de propriété fermière ») est une loi des États-Unis d’Amérique, signée par le président Abraham Lincoln le 20 mai 1862. Elle permet à chaque famille pouvant justifier qu'elle occupe un terrain depuis 5 ans d'en revendiquer la propriété privée, et ce, dans la limite de 160 acres (soit 65 hectares). Si la famille y vit depuis au moins 6 mois, elle peut aussi sans attendre acheter le terrain à un prix relativement faible de 1,25 dollar par acre (soit 308 dollars pour 1 km2, c'est-à-dire 100 hectares).
Cette loi a joué un rôle éminent dans la conquête de l'Ouest américain et a participé au mythe de la Frontier. Elle a par ailleurs encouragé des millions d'Européens à émigrer vers les États-Unis et a contribué à l'importance de la notion de propriété privée dans la mentalité américaine[réf. nécessaire].
Or, curieusement, la mesure n'a pas été une réussite totale : ainsi, on estime qu'environ la moitié des homesteaders (ces nouveaux propriétaires fermiers) ne sont pas parvenus à vivre de leurs terres. Les raisons en sont multiples, notamment : le climat, le manque de connaissances agricoles, le manque de moyens, le déplacement du foyer (souvent effectué en suivant les voies ferrées)...
Cette loi a été définitivement abrogée en 1976 par le Federal Land Policy and Management Act, le gouvernement estimant que le meilleur moyen d'administrer des terres nationales était de les garder sous contrôle gouvernemental. L'Alaska a néanmoins fait figure d'exception, puisque cet État a pu concéder des terres gratuitement à des particuliers jusqu'en 1986.

## Contexte
L'idéal du yeoman farmer (petit propriétaire terrien) a toujours été très prégnant dans l'histoire politique américaine[réf. nécessaire] et un certain nombre de politiques ont été entreprises pour en augmenter le nombre dans les années 1850, puis à travers le Homestead Act. Le Sud s'y est alors opposé, de peur que l'augmentation du nombre de fermiers libres ne menace l'esclavage des plantations. Les luttes contre la distribution libre des terres ont commencé en 1844, lorsque plusieurs projets de lois furent introduits, sans succès, au Congrès. Après la sécession du Sud et le retrait de leurs délégués du Congrès en 1861, la voie était libre et la loi fut adoptée. Ce sont George Henry Evans et Horace Greeley qui ont été les grands défenseurs du Homestead Act et qui ont permis son adoption.
À la fin du XIXe siècle, plus de 2,3 millions de km2 étaient encore disponibles, mais très peu étaient cultivables. Avec le déplacement de la frontière vers l'ouest au niveau des Grandes Plaines arides, la surface maximale autorisée par famille a été portée à 2,6 km2.

## Résultats

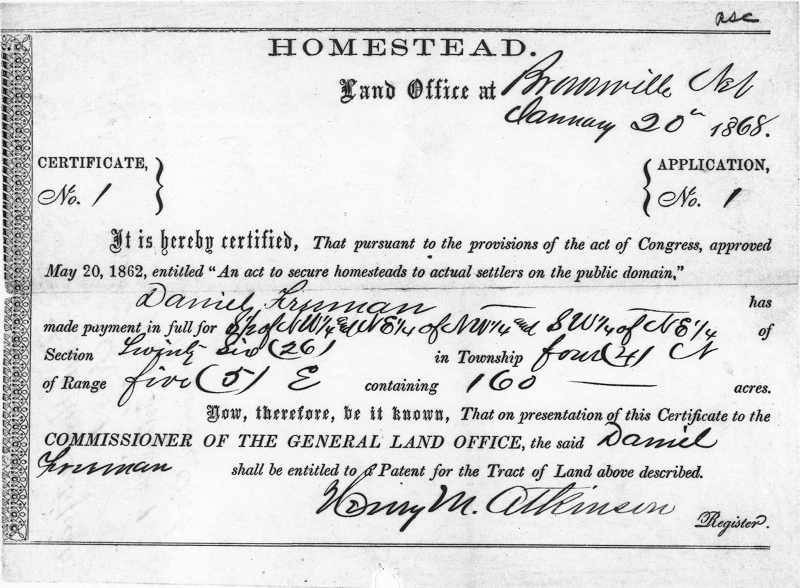
Certificat du premier homestead délivré à Daniel Freeman.

Le Homestead Act a permis aux nouveaux arrivants de créer plus de 372 000 fermes. En 1900, les nouveaux arrivants avaient rempli 600 000 demandes, représentant une superficie totale de plus de 320 000 km2. La première demande fut celle de Daniel Freeman, pour une ferme à côté de Beatrice au Nebraska, le 1er janvier 1863 ; il s'agit aujourd'hui d'un site préservé par le Homestead National Monument of America. En 1871, 29 000 demandes avaient été faites au Kansas ; en 1876, ce nombre avait atteint les 43 000 demandes.
La dernière demande fut celle de Kenneth Deardorff, pour une surface de 32 hectares sur Stony River, dans le Sud-Ouest de l'Alaska. Il remplissait toutes les conditions nécessaires prévues par le Homestead Act de 1979, mais ne reçut ses dus qu'en mai 1988. Ainsi, il fut la dernière personne à recevoir les titres de propriété selon les principes du Homestead Act.

## Fraudes et divers usages
Le but du Homestead Act était de distribuer la terre pour permettre l'agriculture. Toutefois, dans les terres arides à l'ouest des montagnes Rocheuses, 640 acres étaient généralement trop peu pour permettre l'installation d'une ferme viable. Dans ces endroits, la distribution des terres permettait plutôt de garantir le contrôle des ressources naturelles, notamment de l'eau. Généralement, les hommes acquéraient ces terres et se réclamaient propriétaires des ressources qui s'y trouvaient, en faisant payer l'accès aux autres fermiers. Si cela pouvait marcher pour des terres riches en eau, en bois ou en pétrole, les dispositions du Homestead Act ne s'appliquent pas aux minéraux tels que l'or et l'argent dont l'exploitation est régie par d'autres lois fédérales.
Pour autant, il n'y avait pas de jurisprudence systématique qui permettait d'évaluer les demandes liées au Homestead Act. Les contrôles reposaient sur des témoignages plus ou moins fiables que les fermiers avaient vécu sur la terre dont ils demandaient l'attribution. En pratique, les témoins étaient généralement liés avec les demandeurs ou rémunérés par ceux-ci, mais, dans tous les cas, les terres étaient données aux fermiers.

## Autres lois
En 1906, le Forest Homestead Act fut adopté. Le Homestead Act de 1912 a fait passer la durée de présence requise sur les terres à trois ans. Bien qu'il restât encore quelques terres isolées dans les années 1950, la plupart des terres viables avaient été acquises en 1910.